# Quatuor Brahms
Pour les articles homonymes, voir Brahms (homonymie).
Le Quatuor Brahms est un quatuor à cordes allemand fondé en 1974 et dissous vers 1990.

## Historique
Le Quatuor Brahms, dont le nom rend hommage au compositeur Johannes Brahms, est un quatuor à cordes allemand fondé à Hambourg en 1974.
L'ensemble est lauréat du Concours de musique allemand (en) à Bonn, en 1977, et travaille avec le Quatuor LaSalle à Bâle ainsi qu'à Cincinnati. Spécialisée dans un premier temps dans la musique romantique, la formation élargit ensuite son répertoire aux œuvres de la Seconde école de Vienne et à la musique contemporaine.
En 1983, le Quatuor Brahms fonde à Hambourg en collaboration avec la Norddeutscher Rundfunk son propre cycle de concerts, « Die Reihe ».
Le quatuor est dissous vers 1990. Les membres de l'ensemble étaient également solistes des orchestres de Hambourg (Troester à l'Orchestre philharmonique et Göltl à l'Orchestre symphonique de la NDR) et professeurs en Musikhochschule (de) (Haiberg à Lübeck et Kimstedt à Berlin).

## Membres
Les membres de l'ensemble étaient :
- premier violon : Uwe-Martin Haiberg ;
- second violon : Günter Marx, Alexander Troester (à partir de 1986) ;
- alto : Rainer Johannes Kimstedt ;
- violoncelle : Dieter Göltl.

## Créations
Le Quatuor Brahms est le créateur de plusieurs œuvres, de Ulrich Leyendecker (en) (Quatuor no 2, 1990), Wolfgang Ludewig (de) (Quatuor no 3, 1981), Arnold Schoenberg (3 Mouvements de quatuor inédits, 1984) et Manfred Trojahn (Quatuor no 2, 1981), notamment. 